# Argema mimosae
Argema mimosae (Molia lunii africană) este o specie de molie din familia Saturniidae. Este întâlnită în Africa de Est și Africa de Sud. Este asemănătoare cu Argema mittrei, dar mai mică. Un adult poate atinge o anvergură de 10 până la 12 cm. 
Larvele au ca principală sursă de hrană specii de Commiphora și speciile Sclerocarya birrea și Spirostachys africana.

## Galerie

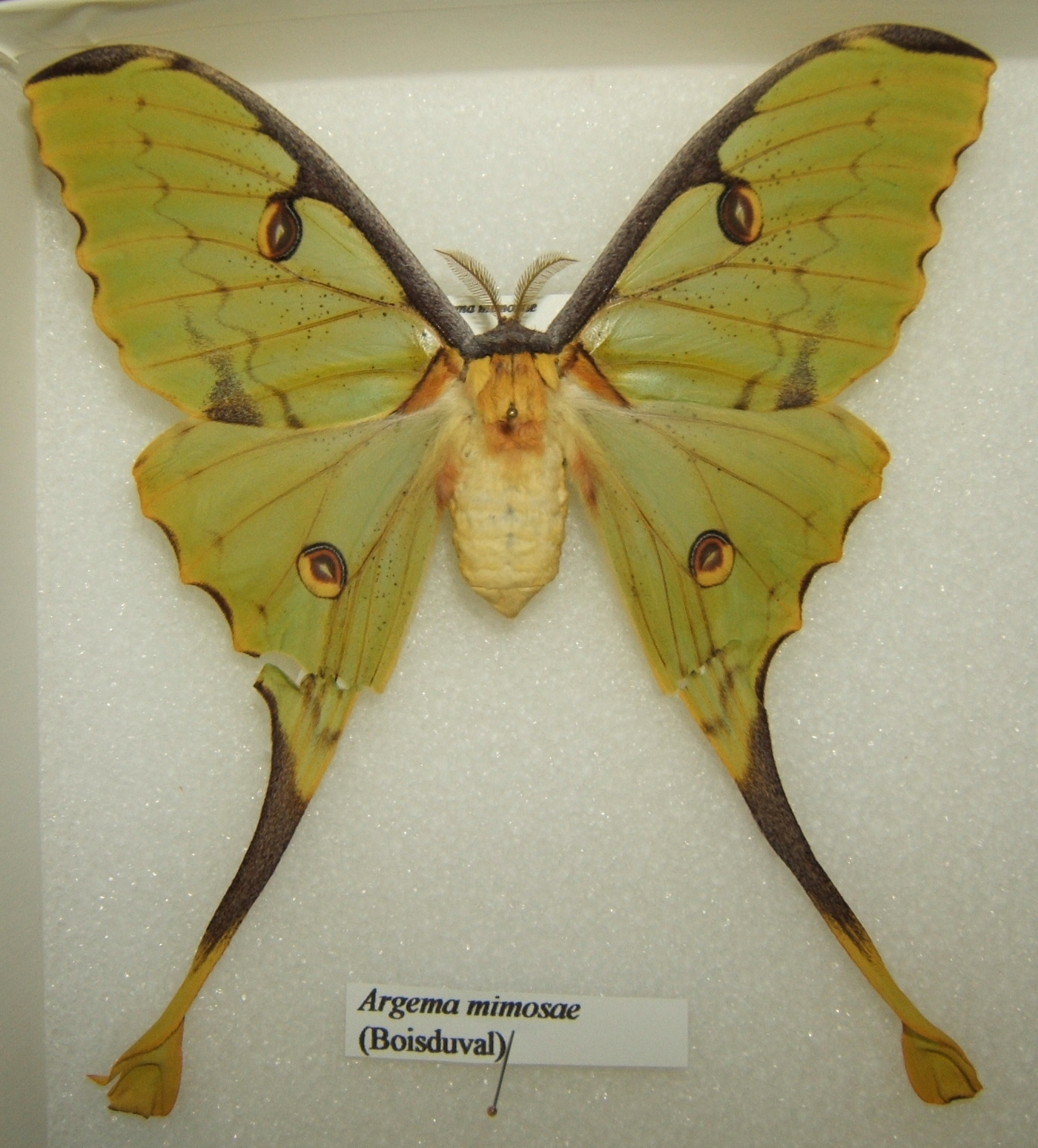
Femelă adult
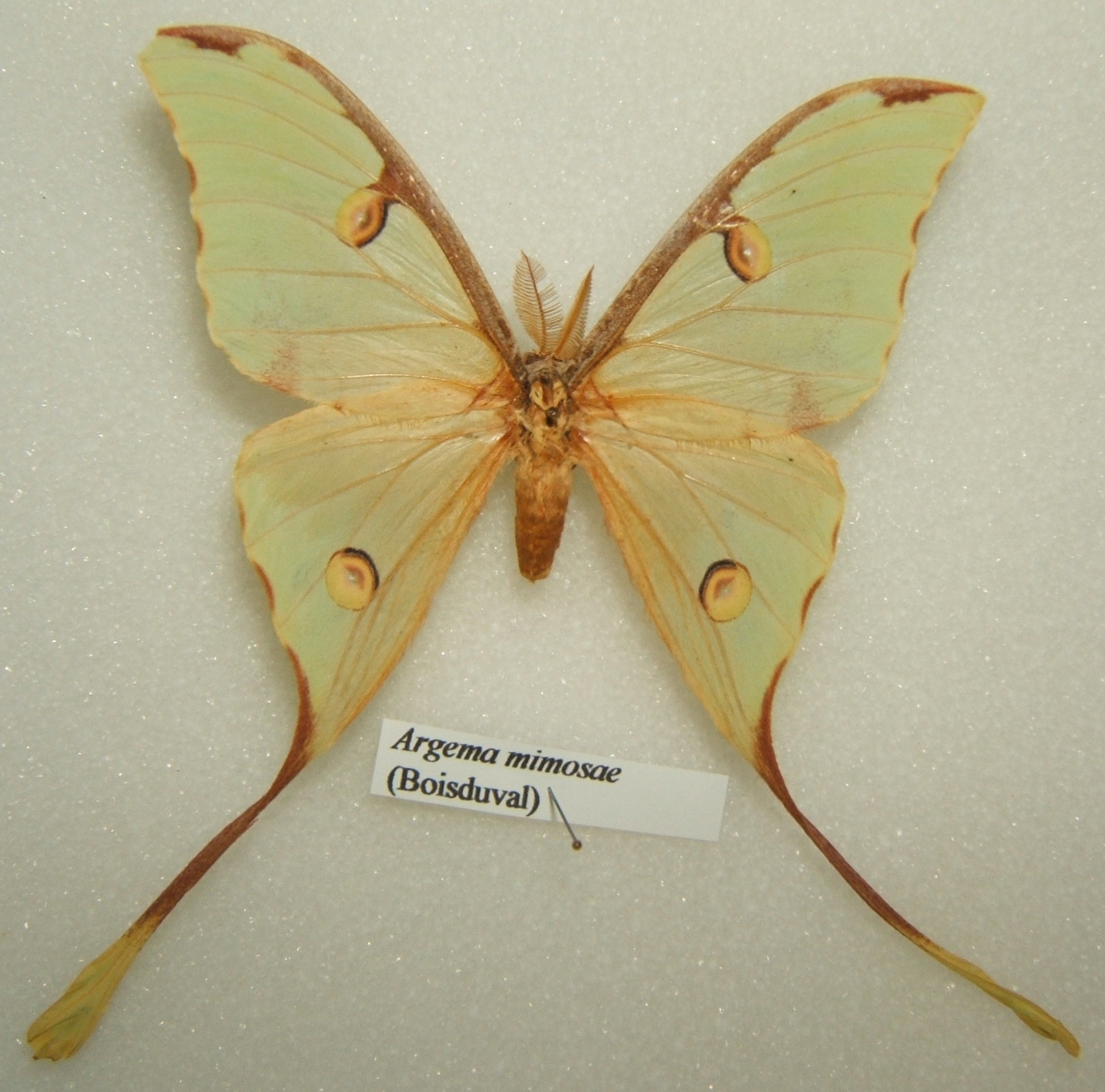
Mascul adult